# Julio Ahumada
Julio Ahumada (Rosario, Argentina 12 de mayo de 1916 – 4 de marzo de 1984) fue un bandoneonista, compositor y director de orquesta dedicado al género del tango considerado por sus colegas un profesional respetado y un intérprete de calidad. Exquisito temperamento en la interpretación, fraseo afiligranado y purísimo sonido, son los tres rasgos que concurren a perfilar su personalidad.

## Actividad profesional
Se inició profesionalmente como bandoneonista en la orquesta de su maestro Abel Bedrune, donde también lo hacía Antonio Ríos. A los 20 años se trasladó a Buenos Aires, a la mítica Pensión La Alegría, ese hospedaje ubicado en la calle Salta 321 en el que vivieron tantos músicos vinculados al tango, algunos de la importancia de Emilio Barbato, Homero Expósito, Enrique Francini, Cristóbal Herreros, Enrique Munné, Armando Pontier, Antonio Ríos, Ernesto Rossi, Héctor Stamponi, Alberto Suárez Villanueva y Argentino Galván. El encuentro con este último tuvo especial importancia para Ahumada, que con el tiempo fue convocado como primer bandoneón en todos sus conjuntos. Ahumada ingresó en Buenos Aires en la orquesta de Roberto Zerrillo y luego se desempeñó sucesivamente en las de Alberto Soifer, Nicolás Vaccaro y Lucio Demare. También en la orquesta de Miguel Caló junto jóvenes bandoneonistas, en la que hizo los arreglos de varias piezas.
A fines de 1943 fue convocado por Emilio Balcarce para integrar como primer bandoneón la orquesta que formó para acompañar al cantor Alberto Castillo e intervino en diversas grabaciones, entre las cuales se destaca su solo de bandoneón en el tango La que murió en París.
A mediados de la década de 1940 entró a formar parte de la orquesta estable de Radio El Mundo, en tanto participaba paralelamente en las orquestas de Argentino Galván, de Héctor Artola, de José Basso, de Joaquín Do Reyes y en la de Enrique Francini y formaba con su compañero de Radio El Mundo, Miguel Bonano, la orquesta Típica Ahumada-Bonano, que tuvo breve pero muy aceptada actividad. Cuando en 1957 Argentino Galván constituyó el septimino Los Astros del Tango para que actuara con su dirección y arreglos, Ahumada la integró atravesando una de sus etapas más lucidas de su carrera, como se aprecia en las 38 grabaciones en las que estuvo.
En 1960 participó en otro de los proyectos de Galván, cuando junto a otros 42 músicos notables intervino en la grabación bajo la dirección de aquel, de 34 temas en el sello Music Hall, que configuraron la Historia de la Orquesta Típica, una recorrida por los diversos conjuntos y estilos que requirió que los músicos imitaran a cada una de las orquestas.
Ese mismo año, Ahumada participó en la una nueva orquesta de Galván con la que actuaron en el cine teatro Ópera e hicieron grabaciones entre las que se destaca su solo de bandoneón en Nunca tuvo novio. 
En 1964, ya fallecido Galván, integró con el contrabajista Eugenio Pro y los guitarristas Marsilio Robles y Juan Mehaudy el conjunto Cuatro Para el Tango, que registró algunos temas para el sello Spacial. En 1966 junto al contrabajista Hamlet Greco dan una serie de recitales en el Teatro Apolo, con sus arreglos y dirección. Los mismos intérpretes más el pianista Carlos Parodi y el violinista Aquiles Aguilar, acompañaron al cantor Carlos Olmedo en una serie de grabaciones editadas por el sello Tini. También participó con los violinistas Enrique Cantore y Alfonso Bernava, el pianista Enrique Munné y el contrabajista Mario Monteleone cuando fueron convocados por Gabriel Clausi para grabar un disco para su propio sello Chopin.
Integró como único bandoneonista la orquesta sinfónica de 40 músicos que el prestigioso director y compositor Juan José Castro  eligió para estrenar en el Teatro Presidente Alvear Ópera de tres centavos, formó parte del Pen Tango organizado por Dino Saluzzi, por una larga temporada, trabajó en la orquesta estable del El Viejo Almacén de Edmundo Rivero y cuando en este local actuó el sexteto de Carlos Figari fue el primer bandoneón y arreglador.
En febrero de 1980, integró con Saluzzi, Marconi y Antonio Príncipe la línea de bandoneones en el debut de la Orquesta del Tango de la ciudad de Buenos Aires que dirigía Carlos García y contribuyó al primer repertorio el arreglo de su tango Pa' mama.
Para una producción discográfica solicitada en los últimos meses de 1983 desde Japón, organizó y dirigió una orquesta en la que, entre otros, tocaron los violinistas Antonio Agri, Emilio González, Mario Arce, Simón Broitman, Alberto del Bagno, Aquiles Aguilar, Mario Abramovich y Nathan Melman, los pianistas José Colángelo y Alberto Giaimo, los bandoneonistas Leopoldo Federico, Néstor Marconi, Alberto Príncipe y Julio Pane, además del propio Ahumada, y también Adrián Pucci con viola,  Enrique Lannoó con  violonchelo, Kicho Díaz en contrabajo y Gabriel De Lío en bajo eléctrico. Registraron 12 temas, que llegaron a la Argentina cuando ya Ahumada había fallecido y entre ellos se recuerda en especial su participación en el tango Medianoche de Alberto Tavarozzi.

## Labor como compositor
Entre las obras de su autoría se encuentran Amor y soledad, De mis sueños y Dulce y romántica, compuestos en colaboración con Carlos Figari; El gurí, que grabó Francini; Hasta el último tren, con letra de Julio Camilloni que en 1969 en un concurso de la firma Odol en cuyo transcurso mantuvo siempre colmado de público el estadio Luna Park ganó el primer premio en tanto el segundo fue para Balada para un loco, de Astor Piazzolla y Ferrer; A Anselmo Aieta y Tangueando en el contrabajo, compuestos en colaboración con Rafael Del Bagno y Pa' mama, grabado por Leopoldo Federico, Ahumada-Bonano y la Orquesta del Tango de Buenos Aires.

## Valoración
Fue un profesional sumamente respetado y admirado por muchos de sus colegas. En la interpretación se destacaron 
su atildado manejo, la pureza de sonido —apagado y pastoso—, su delicado fraseo afiligranado y su musicalidad, mostrando rasgos de parentesco artístico con el estilo fundado por Pedro Maffia. Leopoldo Federico lo homenajeó con su tango Retrato de Julio Ahumada.
Falleció el 4 de marzo de 1984.